# Enomancia

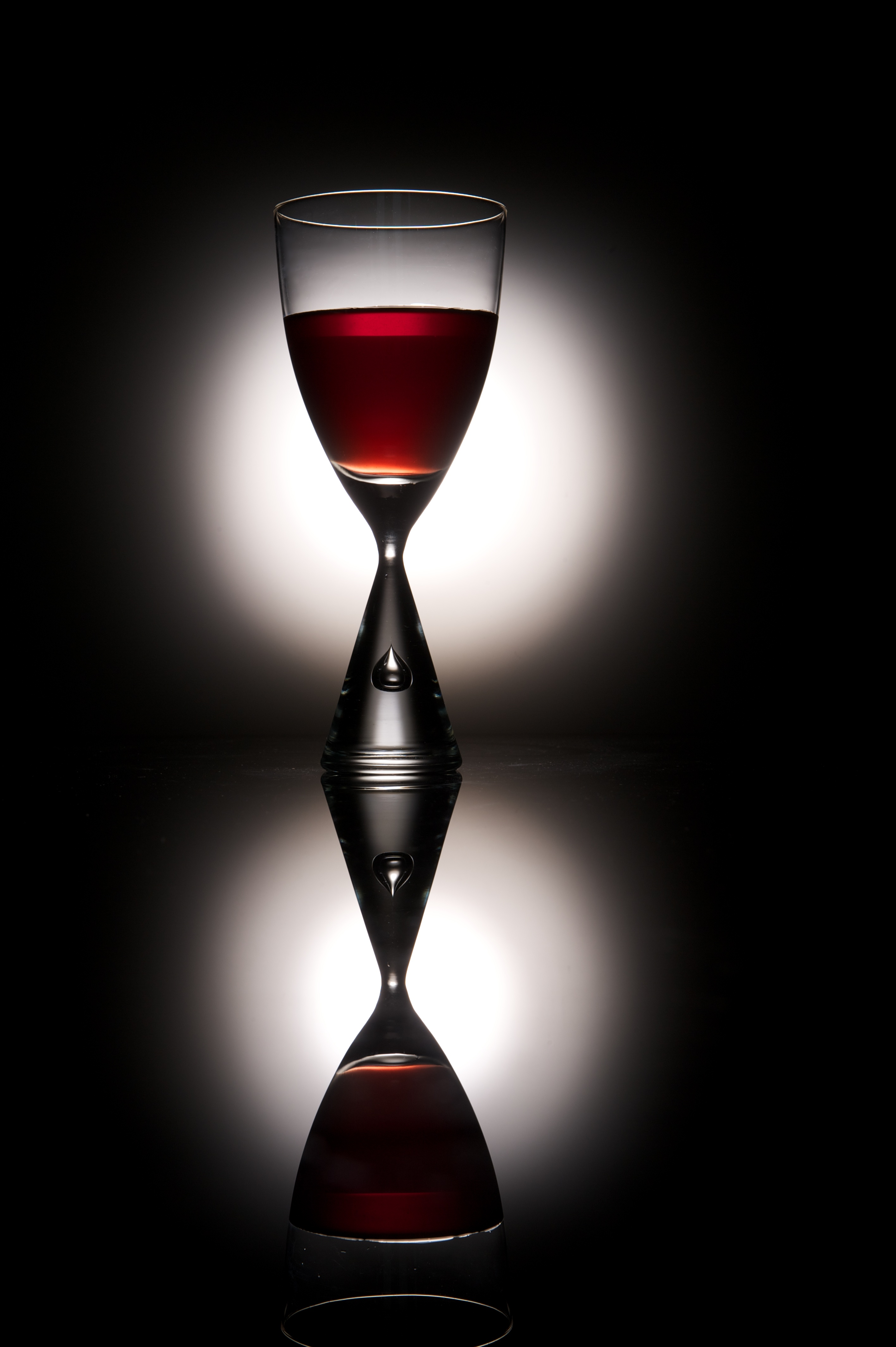

Enomancia (palabra que procede del griego: οἶνος que significa vino) es una forma de adivinación en la que se pretende hacer predicciones por medio del vino. Se puede derramar el vino o también observarlo en su contenedor y se supone que del color, movimiento, sonido y degustación el adivino podrá obtener respuestas. Se ha descrito que era utilizado por los antiguos griegos y además por los persas.